# Arizona
Arizona, conform originalului [The] State of Arizona (pronunție, /ˌɛɹ.ɪˈzoʊ̯n.ə/), este un stat al Statelor Unite ale Americii situat în vestul țării. Arizona a devenit ce de-al patruzeci și optulea stat al Uniunii la 14 februarie 1912, fiind ultimul dintre cele 48 de state continentale (de fapt, "grupate împreună", conform adjectivelor contiguous sau coterminous/conterminous) care s-au alăturat Uniunii.
Arizona este cunoscută pentru climatul său deșertic, datorat prezenței unei părți însemnate a deșertului Sonora în treimea sa sudică, respectiv într-o bună parte a treimii sale mijlocii, și veri extraordinar de fierbinți și ierni blânde. Totuși, în partea sa nordică, dotorită înaltului platoul Colorado, străbătut de Râul Colorado, creator al Marelui Canion, respectiv unor lanțuri montane cu altitudini de peste 2.000 de metri, clima este temperat-continentală cu patru anotimpuri, iar vegetația este caracterizată de prezența masivă a coniferelor, dintre care varietatea de pin, cunoscută ca Pinus ponderosa, este predominantă.
Capitala statului și cel mai populat oraș este Phoenix, urmat de Tucson, și apoi de patru orașe din conurbația zonei metropolitane Phoenix, Mesa, Glendale, Chandler și Scottsdale.
Populația statului, care a atins limita de 1 milion de locuitori la începutul anilor 1960, a suferit o creștere demografică impresionantă, mai ales în ultimele trei decenii, ajungând la o valoare estimată de circa 6.4 milioane la începutul anului 2010. Conform estimării efectuate de aceeași agenție guvernamentală, United States Census Bureau, la sfârșitul anului oficial guvernamental 2005 - 2006 al Statelor Unite (1 iulie 2005 - 30 iunie 2006), Arizona era menționată ca statul cu mai mare rată de creștere din Uniune, întrecând liderul național anterior, statul Nevada.
Arizona este unul din cele patru state care alcătuiesc așa zisa grupare Four Corners, în română Patru colțuri. Se învecinează cu statele americane New Mexico, Utah, Nevada și California, atinge statul Colorado și are o graniță internațională sudică de aproximativ 626 de km cu statele din nordul Mexicului, Sonora și Baja California. Alături de faimosul Parc național Grand Canyon, există multe alte păduri naționale, parcuri și monumente, respectiv rezervații ale nativilor americani.

## Climă
Din cauza suprafeței mari și a variațiilor de altitudine, statul prezintă o gamă variată de tipuri locale de climă. În zonele cu altitudine joasă, clima este deșertică, cu ierni blânde și veri călduroase. De regulă, de la sfârșitul toamnei până la începutul primăverii, vremea este blândă cu un minim de 15 °C. Lunile din noiembrie până în februarie sunt cele mai reci, temperaturile fiind între 4–24 °C, deși uneori temperatura scade sub punctul de îngheț. Pe la jumătatea lunii februarie, temperaturile încep să crească din nou zilele devenind calde, iar nopțile răcoroase. Lunile de vară dintre iunie și septembrie aduc o vreme călduroasă și uscată, cu temperaturi între 32–48 °C, maxime de peste 52 °C fiind înregistrate în zona deșertică.
Din cauza climei deosebit de uscate, au loc variații mari de temperatură de la zi la noapte în zonele lipsite de vegetație din deșert. Diferențele pot fi de 28 °C în lunile de vară. În centrele urbane, efectele încălzirii locale au ca rezultat minime nocturne mult mai ridicate ca în deșert.
Arizona primește anual în medie 323 mm de precipitații, majoritatea în timpul celor două anotimpuri ploiase, aduse de vânturile regionale. Unul dintre aceste anotimpuri are loc spre sfârșitul verii. În iulie sau august, punctul de rouă crește puternic pentru o scurtă perioadă de timp. Atunci, aerul conține cantități mari de vapori de apă. S-au înregistrat puncte de rouă de până la 27 °C în această perioadă în Phoenix. Vremea caldă și umedă aduce descărcări electrice, vânt, și ploi torențiale de scurtă durată. Statul Arizona este lovit rareori de uragane și tornade.
Treimea nordică a Arizonei este un platou cu altitudini semnificativ mai mari decât câmpia deșertică din sud, și prezintă o climă mai rece, cu ierni friguroase și veri blânde. S-au înregistrat și temperaturi foarte scăzute, atunci când mase de aer rece din statele nordice sau din Canada ajung până în Arizona, aducând temperaturile sub 0 °C în zonele înalte.
Arizona este statul care are atât zona metropolitană cu cele mai multe zile cu temperaturi de peste 37,8 °C (Phoenix), cât și zona metropolitană din cele 48 de state continentale cu aproape cele mai aproape cele mai multe zile cu temperaturi sub zero grade (Flagstaff).

## Geografie

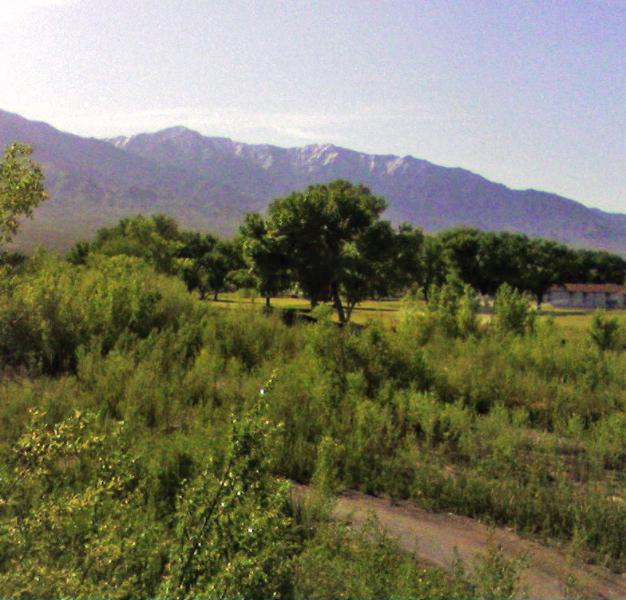
Littlefield, aflat lângă Cheile Virgin River, este o comunitate izolată din Deșertul Mojave.

Arizona se află în vestul Statelor Unite și este unul din statele din zona Four Corners. Arizona este al șasele stat ca suprafață, imediat după New Mexico și imediat înainte de Nevada. Din cei 295.000 km² ai statului, aproximativ 15% reprezintă proprietate privată. Restul este compus din fond forestier și parcuri, zone de recreere și rezervații de amerindieni.
Arizona este cunoscut pentru peisajul său deșertic, foarte bogat în plante xerofite, cum sunt cactușii. Este cunoscut pentru clima cu veri călduroase și ierni blânde. Mai puțin cunoscută este regiunea cu păduri de conifere de pe Platoul Colorado aflat în partea central-nordică a statului, prin contrast cu regiunea deșertică Basin and Range din partea de sud a statului.
Ca și alte state din sud-vestul SUA, Arizona prezintă o gamă variată de unități de relief, pe lângă clima deșertică. Peste jumătate din suprafața statului o reprezintă munții și platourile. Cea mai înaltă zonă în care crește pinul galben se află în Arizona. Mogollon Rim, o escarpă de 610 m, taie zona centrală a statului și marchează marginea sud-vestică a Platoului Colorado, zonă în care statul a suferit cel mai grav incendiu de pădure din istoria sa, în 2002. Arizona face parte din regiunea Basin and Range a Americii de Nord. Această regiune a fost modelată de vulcanismul preistoric, urmat de răcire și subsidență.
Marele Canion este o vale cu maluri abrupte, prin care curge fluviul Colorado, în partea nordică a statului. În mare parte, canionul este inclus în Parcul Național Grand Canyon—unul din primele parcuri naționale din Statele Unite. Președintele Theodore Roosevelt a fost unul dintre principalii susținători ai creării parcului Marelui Canion, zonă pe care a vizitat-o de mai multe ori, la vânătoare de pume. Canionul a fost format de râul Colorado de-a lungul a milioane de ani, și are o lungime de aproximativ 446 km, cu o lărgime de 6–29 km și o adâncime de peste 1,6 km. Aproape 2 miliarde de ani din istoria geologică a Pământului sunt expuși prin eroziunea straturilor de către apele râului.

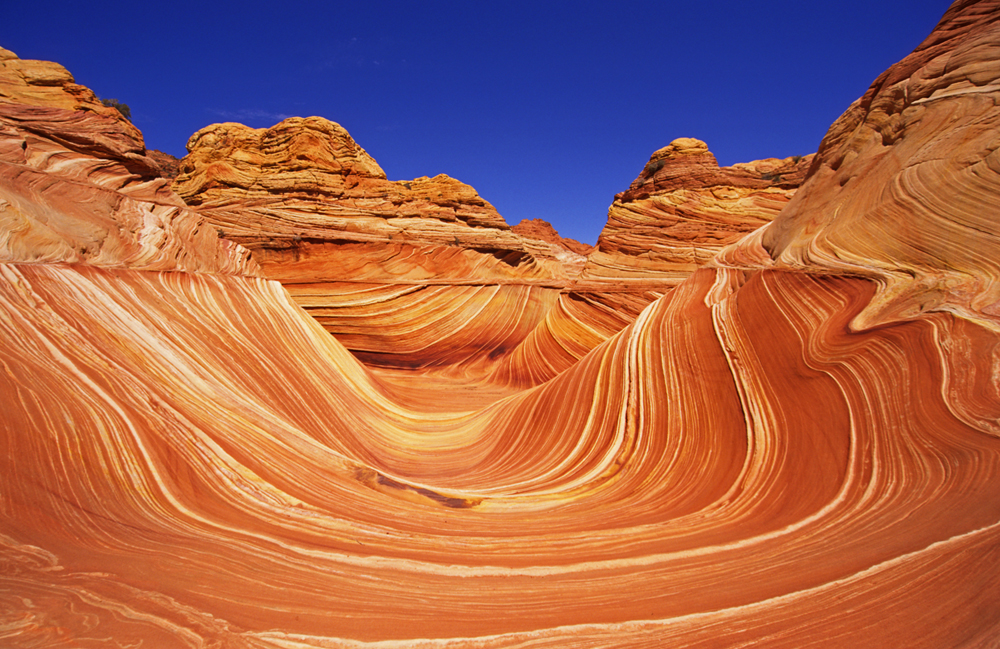
Renumitele valuri de gresie erodată “The Wave” din Arizona

În Arizona se află unul dintre cele mai bine păstrate puncte de impact ale unui meteorit din lume. Craterul Barringer este o gaură uriașă aflată în mijlocul Platoului Colorado, la aproximativ 40 km vest de Winslow. Conturul craterului, format din bolovani sparți și deformați, unii aproape de dimensiunea unei case, se înalță la 45 m peste nivelul zonei întinse dimprejurul lui. Crater are un diametru de 1,6 km, și o adâncime de 174 m.
Valurile de gresie erodată „The Wave“ sunt parte dintr-un monument natural rar din Arizona.
Arizona nu trece la ora de vară, cu excepția teritoriului Navajo, aflat în regiunea nord-estică a statului.
Vedeți, de asemenea, liste de comitate, râuri, lacuri, parcuri de stat, parcuri naționale și păduri naționale.

## Istorie

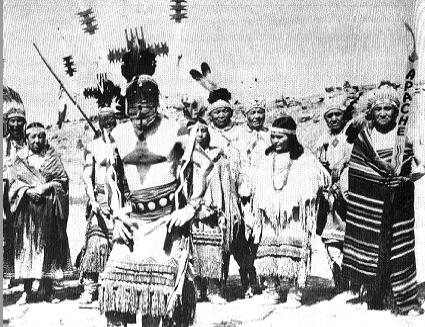
Un grup de apași, locuitori ai zonei din secolul XVIII

Etimologia termenului Arizona este disputată. Există varianta că termenul ar fi o abreviere a cuvintelor spaniole arida zona, „zonă aridă”, deși formularea este atipică pentru limba spaniolă. Cei care resping această variantă susțin alte explicați, cum ar fi cea a sintagmei basce aritz ona, „stejar bun”, sau cea din limba O'odham alĭ ṣonak,„izvor mic”. Etimologia bască este cea preferată de istoricul Marshall Trimble, printre alți specialiști. Numele de Arizonac a fost aplicat inițial minelor de extracție a argintului, și ulterior (prescurtat la Arizona) întregului teritoriu.
Marcos de Niza, un franciscan spaniol, a explorat regiunea în 1539 și s-a întâlnit cu băștinașii, probabil din tribul Sobaipuri. Expediția exploratorului spaniol Coronado a ajuns în regiune în 1540–42 în timp ce căuta Cíbola. Iezuitul Eusebio Kino a dezvoltat o serie de misiuni și a creștinat indieni din Pimería Alta (astăzi, în sudul Arizonei și nordul Sonorei) în anii 1690 și 1700. Spania a fondat presidios (orașe fortificate) la Tubac în 1752 și la Tucson în 1775. Când Mexicul și-a obținut independența față de Spania în 1821, ceea ce este astăzi Arizona a devenit parte a teritoriului mexican Nueva California, cunoscut și sub numele de Alta California. În 1853, regiunea de sub Râul Gila a fost și ea cumpărată de la Mexic (Achiziția Gadsden). Arizona a fost administrată ca parte din Teritoriul New Mexico până când New Mexico s-a separat de Uniune sub numele de Teritoriul Confederat al Arizonei la 16 martie 1861. Arizona a fost recunoscut ca teritoriu confederat prin proclamația prezidențială a lui Jefferson Davis din 12 februarie 1862. Aceasta a fost prima utilizare oficială a numelui. Un nou teritoriu Arizona, constând din jumătatea vestică a fostului Teritoriu New Mexico a fost declarat teritoriu federal al Statelor Unite la Washington, D.C. la 24 februarie 1863. Noile limite au format bazele granițelor viitorului stat.

Achiziția Gadsden, în 1853 Statele Unite procură un teritoriu cu o suprafață de 77.700 km² de la Mexic

Au fost luate în considerație și alte posibilități de nume pentru noul teritoriu, inclusiv „Gadsonia”, „Pimeria”, „Montezuma”, „Arizuma”, și „Arizonia”, dar când Președintele Lincoln a promulgat legea, a scris „Arizona”, iar numele a devenit permanent permanent. (Montezuma nu se referea la împăratul mexican, ci la numele sacru al unui erou divin al națiunii Pueblo din valea Gila, și a fost luat în considerație—și respins—pentru valoarea sa sentimentală înainte de stabilirea numelui de „Arizona”.)
Brigham Young a trimis mormoni în Arizona spre sfârșitul secolului al XIX-lea. Ei au fondat mai multe orașe, printre care Mesa, Snowflake, Heber și Safford. Ei s-au stabilit și în Valea Phoenix (sau „Valea Soarelui”), Tempe, Prescott și în alte zone. Mulți dintre acești coloniști erau de descendență germană.
În timpul revoluției mexicane din 1910-1920, câteva lupte s-au dat în orașele mexicane din apropierea graniței cu Arizona. Bătălia de la Ambros Nogales din 1918 a fost singura luptă dată pe teritoriul american între forțe americane și mexicane, cu excepția raidului Columbus al lui Pancho Villa din 1916. Bătălia s-a încheiat cu victoria americanilor. Cu un an în urmă, chiar lângă Nogales Arizona, a avut loc o bătălie din Războiele Indiene, aceasta fiind ultima luptă din aceste conflicte, care au durat din 1775 până 1917. Lupta s-a dat între soldații americani aflați în preajma graniței și un grup de indieni Yaqui.

Copii migranți de pe timpul Marii Depresiuni

Arizona a devenit stat la 14 februarie 1912, fiind ultimul din teritoriile continentale americane care au devenit state. Arizona a fost al 48-lea stat admits în SUA, ultimul din grupul contiguu de state. Admiterea, planificată inițial să aibă loc în același timp cu cea a statului New Mexico, a fost amânată de democrații din legislativul teritorial pentru a comemora 50 de ani de la proclamarea teritoriului confederat Arizona în 1862.
Cultivarea bumbacului și extragerea cuprului, două dintre ramurile economice principale ale statului, au avut mult de suferit în timpul Marii Crize, dar în anii 1920 și 1930, turismul a început să devină o ramură economică importantă.
În timpul celui de-al doilea război mondial, Arizona a fost centrul taberelor de prizonieri de război germani și italieni și pentru rezidenți de origine japoneză. O tabără pentru japonezi se afla lângă Muntele Lemmon, chiar lângă orașul Tucson. O altă tabără de prizonieri de război se afla lângă râul Gila. Din cauza apropierii Californiei de Japonia, s-a trasat o linie paralelă cu granița Californiei, și toți cetățenii japonezi aflați la vest de acea limită au fost obligați să trăiască în tabere de război.

## Demografie

### Structura rasială

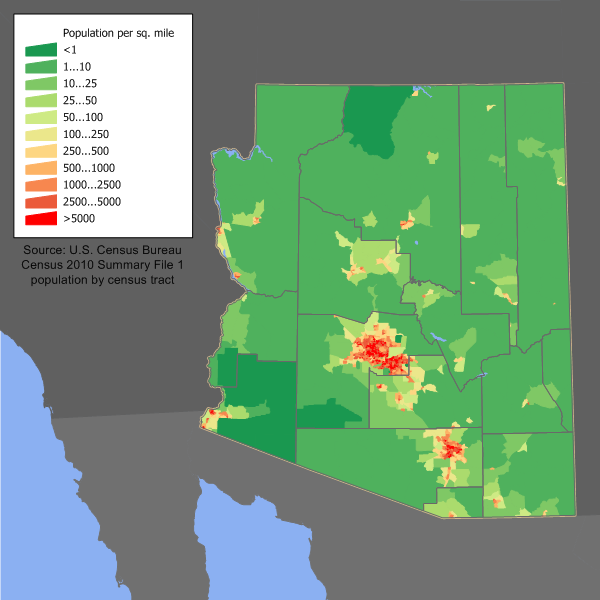
Densitatea populației statului Arizona

Populația totală a statului în 2010: 6,392,017
Structura rasială în conformitate cu recensământul din 2010:
- 73.0% Albi (4,667,121)
- 11.9% Altă rasă (761,716)
- 4.6% Amerindieni (296,529)
- 4.1% Negri (259,008)
- 3.4% Două sau mai multe rase (218,300)
- 2.8% Asiatici (176,695)
- 0.2% Hawaieni Nativi sau locuitori ai Insulelor Pacificului (12,648)

### 2006
În 2006, Arizona avea o populație estimată la 6.166.318 locuitori, adică o creștere cu 213.311, sau 3,6%, față de anul anterior și de 1.035.686, sau 20,2%, din anul 2000. Aceasta include și o creștere naturală de la ultimul recensământ de 297.928 de oameni (adică 564.062 de nașteri minus 266.134 decese) și o creștere datorată imigrației de 745.944 de oameni. Imigrația din afara Statelor Unite a avut ca efect o creștere netă de 204.661 de oameni, iar cea în cadrul Statelor Unite a avut ca rezultat o creștere netă de 541.283 de oameni. 

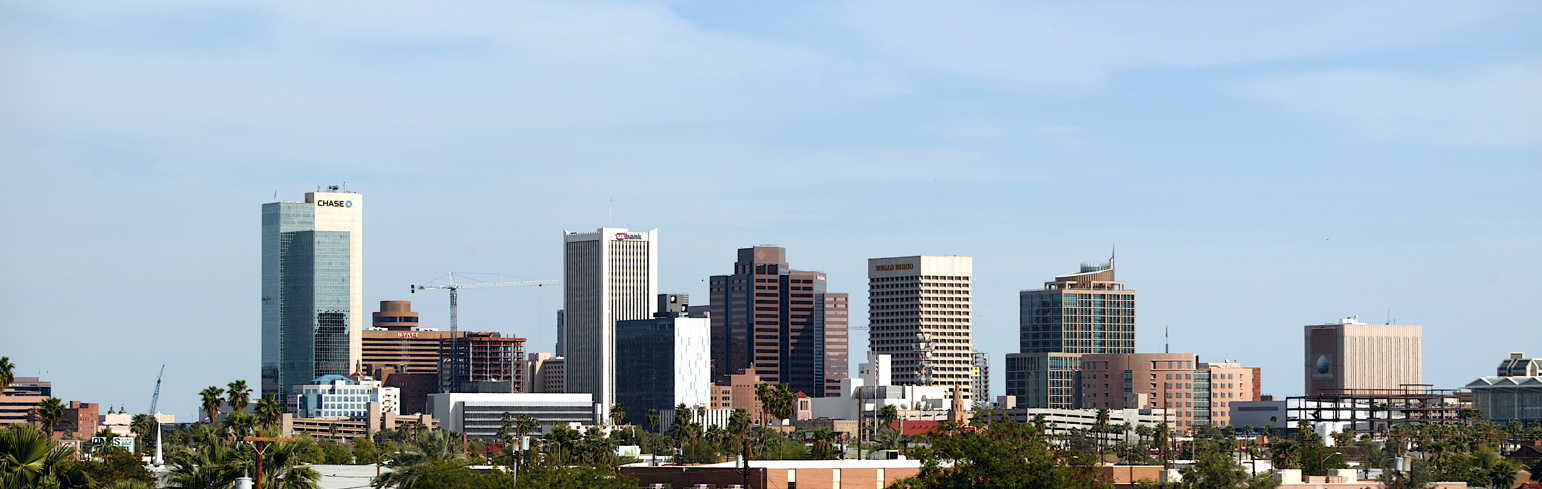
Zgârie-nori în Phoenix, cel mai mare oraș al statului; în zona metropolitană locuiește 65% din populația statală

Peste jumătate (aproximativ 58%) din populația statului Arizona locuiește în orașe cu cel puțin 100.000 de locuitori, cel mai mare procent din toate cele 50 de state. Densitatea populației este de 17.46 locuitori pe kilometru pătrat.
Centrul de populație al statului Arizona se află în Maricopa County, în orașul Gilbert.
Conform recensământului din 2006, populația statului Arizona este compusă din: 59,7% europeni, 3,8% afroamericani, 2,4% de origine asiatică, 1,7% metiși, și 29,2% hispanici sau latini (de orice rasă). Statul este pe locul trei ca număr de amerindieni (și pe locul șase ca procent). S-a estimat că 286.680 de amerindieni trăiesc în Arizona, reprezentând peste 10% din totalul amerindienilor din țară, 2.752.158. Doar California și Oklahoma au mai mulți amerindieni. Perimetrele Phoenix, Tucson, Prescott, și Yuma se învecinează cu rezervații de amerindieni.
În 2000, 74,16% din locuitorii Arizonei de cel puțin 5 ani vorbesc doar limba engleză acasă, iar 19,52% vorbesc spaniolă. Navajo este a treia limbă vorbită la nivel de stat, cu 1,89%.

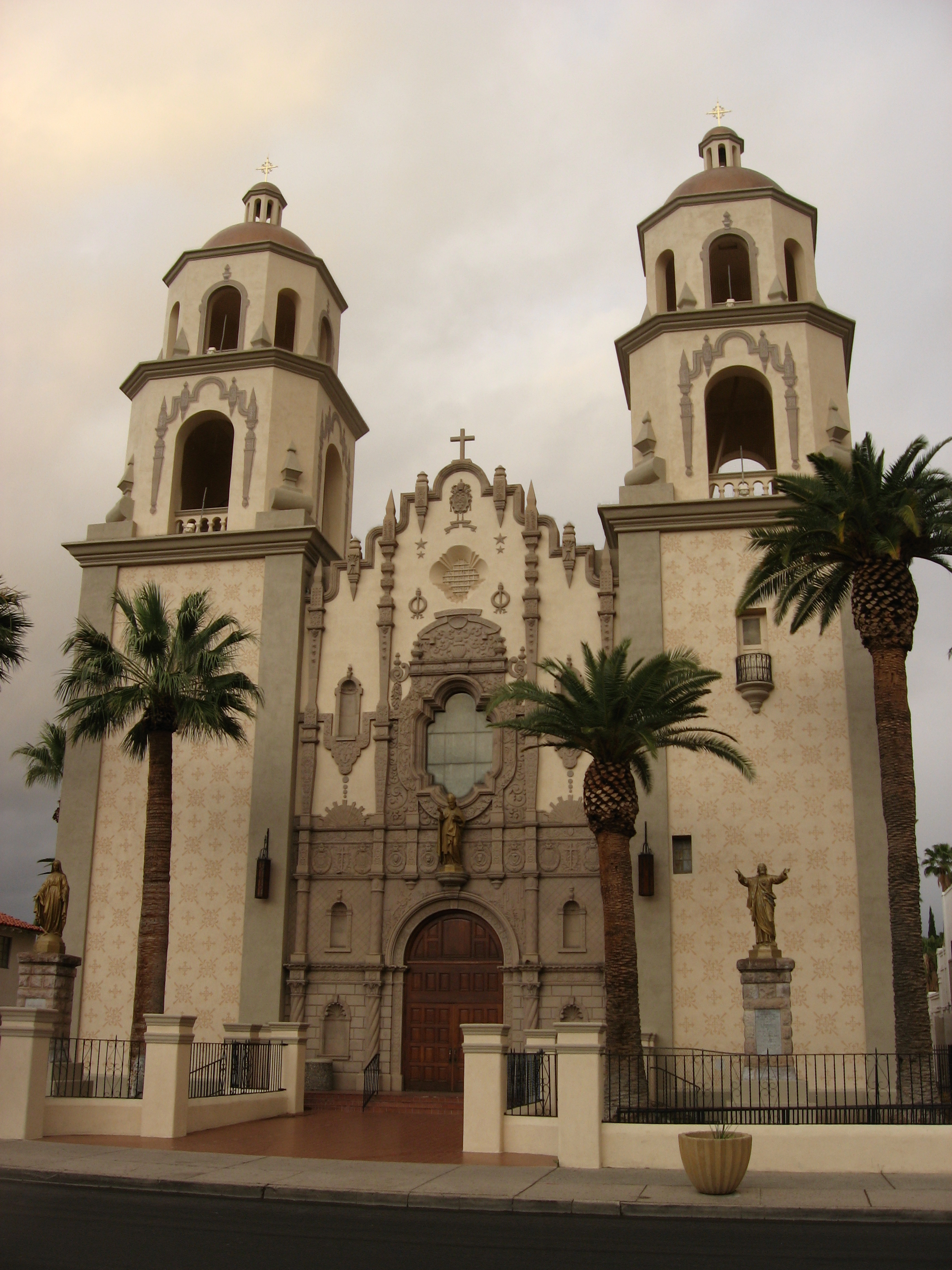
Biserica Romano-Catolică "Sf. Augustin" din Tucson

### Religie
Conform unui sondaj efectuat în 2008 de către Pew Forum on Religion and Public Life, cultele religioase din Arizona sunt reprezentate astfel:
- Catolici - 25%
- Evanghelici - 23%
- Neafiliați - 22%
- Protestanți - 15%
- Mormoni - 4%
- Iudaici - 1%
- Alții - 11%

L. Ron Hubbard, fondatorul scientologiei, a trăit în Phoenix în anii de formare ai scientologiei. Arizona a fost etichetată „Leagănul scientologiei”.
După număr de aderenți, cel mai mare grup religios din stat era în 2000 cel al romano-catolicilor, cu 974.883; mormonii cu 251.974; și Convenția Baptistă de Sud cu 138.516.

## Legislație și guvern

### Capitoliul

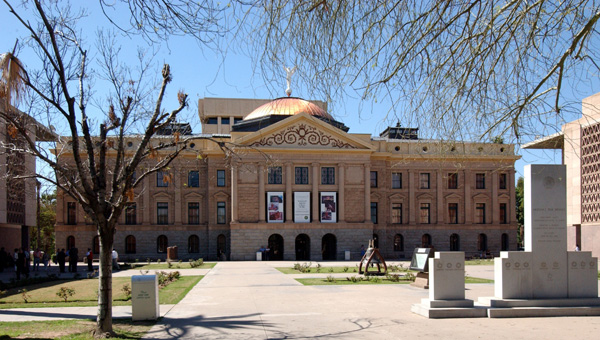
Capitoliul Statului Arizona din Phoenix

Capitala statului Arizona este orașul Phoenix. Capitoliul original, cu domul său de cupru, a fost inaugurat în 1901 (construcția s-a încheiat în 1900 și a costat 136.000 de dolari), pe când Arizona era doar teritoriu. Phoenix a devenit capitala oficială a statului odată cu admiterea Arizonei în uniune în 1912.
Clădirile Camerei Reprezentanților și Senatului au fost inaugurate în 1960, iar clădirea executivului în 1974. Capitoliul original a devenit muzeu.
Complexul Capitoliului este în fața Wesley Bolin Memorial Plaza, clădire denumită după Wesley Bolin, guvernator care a murit în timpul mandatului la sfârșitul anilor 1970. Acolo se află numeroase monumente, inclusiv ancora și catargul de semnalizare ale USS Arizona (una dintre navele armatei SUA scufundate la Pearl Harbor), o versiune de granit a celor zece porunci, și Arizona Veterans Memorial Coliseum.

### Legislativul statului
Legislativul statului Arizona este bicameral (ca și în cazul celorlalte state, cu excepția statului Nebraska) și constă dintr-un Senat cu treizeci de membri și o Cameră a Reprezentanților de 60 de membri. Toate cele treizeci de colegii legislative sunt reprezentate de un senator și doi reprezentanți. Durata mandatelor este de doi ani.
Fiecare legislatură durează doi ani. Prima sesiune de după alegerile generale se numește prima sesiune ordinară, iar sesiunea din al doilea an este a doua sesiune ordinară. Fiecare sesiune ordinară începe în a doua luni din ianuarie și se încheie sine die cel mai târziu în duminica săptămânii în care cade a o suta zi de la începutul sesiunii ordinare. Președintele Senatului și Speakerul Camerei pot prelungi sesiunile cu maxim șapte zile. Astfel, sesiunea se poate extinde cu majoritatea voturilor membrilor din fiecare cameră.
Partidul majoritar în ambele camere este Partidul Republican, la putere din 1993.
Senatorii și reprezentanții statului sunt aleși pentru mandate de doi ani, și au dreptul la maxim patru mandate consecutive într-o cameră, numărul total de mandate fiind neliminat. Când un parlamentar atinge numărul maxim de mandate consecutive, de regulă candidează pentru cealaltă cameră.

### Executivul statului
Ramura executivă a statului este condusă de un guvernator, ales pe patru ani. Guvernatorul poate servi oricâte mandate, dar maxim două consecutive. Arizona este unul din puținele state în care nu există o reședință a guvernatorului. În timpul mandatului, guvernatorul locuiește în casa sa personală și toate birourile executive se află în turnul executiv al capitoliului. Guvernatorul actual al statului Arizona este Jan Brewer (R). Ea a preluat mandatul după ce Janet Napolitano a fost nominalizată de Barack Obama ca Secretar pentru Securitatea Țării și a fost confirmată în funcție de Senatul Statelor Unite. Patru femei au fost guvernator al statului Arizona, inclusiv actualul guvernator Jan Brewer, mai multe decât în orice alt stat.
Arizona este unul dintre cele opt state care nu au un viceguvernator. Secretarul de stat este cel care urmează la conducerea statului în caz de vacanță a funcției. Din 1977, patru secretari de stat au devenit guvernatori ai Arizonei în acest fel.

## Economie

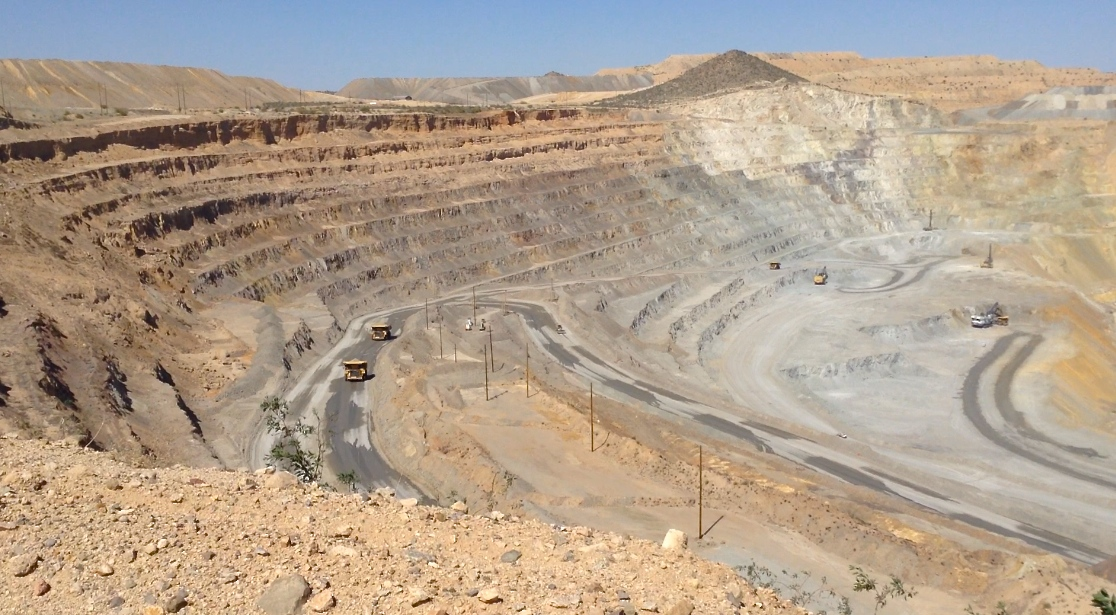
Un complex de minerit de cupru din comitatul Pima, Arizona

Produs Intern Brut al statului pe 2006 a fost de 232 miliarde de dolari. Dacă Arizona (și toate celelalte state) ar fi fost un stat independent, ar fi avut a 61-a economie a lumii (CIA - The World Factbook Arhivat în 12 august 2008, la Wayback Machine.). Această cifră dă statului Arizona o economie mai mare decât Republica Irlanda, Finlanda, și Noua Zeelandă. Arizona este a 21-a economie dintre statele SUA. Ca procentaj al bugetului total, deficitul bugetar proiectat al Arizonei pe anul 2009, de 1,7 miliarde de dolari este cel mai mare din țară.
Venitul pe cap de locuitor este de 27.232 de dolari, al 39-lea din SUA. Venitul mediu pe gospodărie este de 46.693, fiind pe locul 27 în țară, foarte aproape de medie. La începutul istoriei sale, economia Arizonei s-a bazat pe cupru, bumbac, vite, citrice și turism. La un moment dat, Arizona a fost cel mai mare producător de bumbac din țară. Există încă mine de cupru, care produc două treimi din cuprul extras în Statele Unite.
Statul este principalul angajator din Arizona, iar Wal-Mart este cel mai mare angajator din sectorul privat, cu 17.343 de angajați (2008).

### Impozitarea
Arizona colectează impozit pe venit pe cinci paliere: 2,87%, 3,20%, 3,74%, 4,72% și 5,04%. Taxa de vânzari este în general de aproximativ 6,3%.
Taxa pe cazarea la hoteluri și moteluri este de 7,27%. Statul Arizona nu impozitează produsele alimentare pentru consumul casnic și nici medicamentele cu prescripție medicală. Totuși, unele orașe din Arizona impun taxe și pe produsele alimentare.

## Transporturi

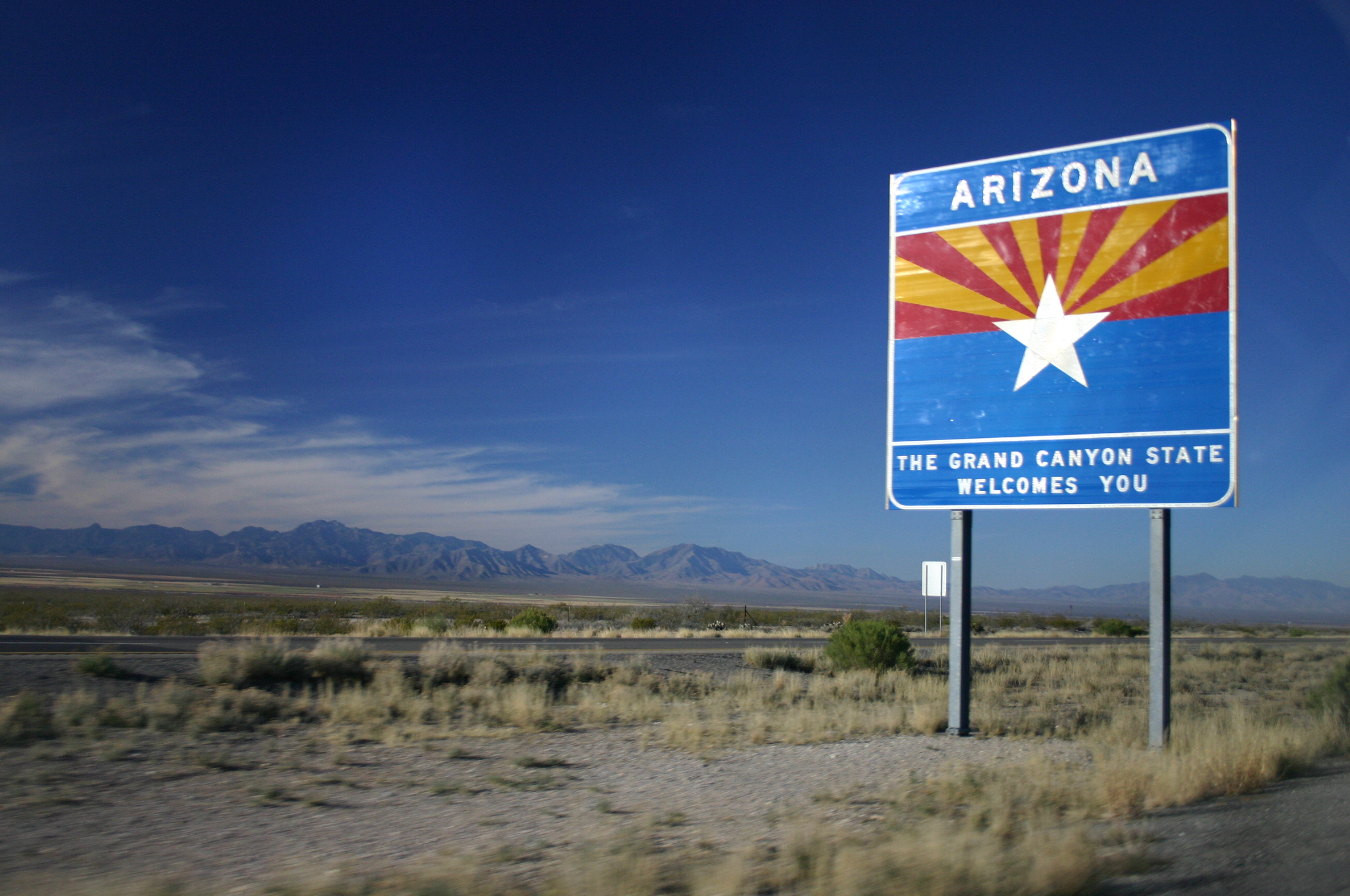
Intrarea în Arizona pe șoseaua I-10 dinspre New Mexico

### Șosele
Arizona este traversată de șoselele interstatale I-17 și I-19 de la nord la sud, I-40, I-8, și I-10 de la est la vest, și o porțiune scurtă din I-15 pe direcția nord-est–sud-vest în colțul nord-vestic al statului. În plus, diferitele zone urbane sunt deservite de rețele complexe de șosele statale, cum ar fi Inelul 101, care face parte din vastul sistem de șosele al orașului Phoenix.

### Transportul public
Zonele metropolitane Phoenix și Tucson sunt deservite de sisteme de autobuze. Yuma și Flagstaff au și ele sistem de autobuze. Greyhound Lines deservește: Phoenix, Tucson, Flagstaff, Yuma și alte mici localități.
Un sistem de cale ferată ușoară, denumit Valley Metro Rail, a fost deschis în Phoenix; el leagă centrul Phoenix-ului cu orașele Mesa și Tempe. Sistemul a fost inaugurat oficial în decembrie 2008.
În mai 2006, alegătorii din Tucson au aprobat Planul de Transport Regional (un program complex de îmbunătățire a rețelei de transport, străzi și tramvaie), finanțat printr-o creștere cu o jumătate de cent a taxei pe vânzări. Elementul central al acestui plan este un sistem de metrou ușor care va traversa centrul orașului, legând campusul principal al Universității Arizona cu zona Rio Nuevo dinspre vest.

### Transportul aerian
Printre aeroporturile cu zboruri comerciale regulate se numără: Aeroportul Internațional Phoenix Sky Harbor (IATA: PHX, ICAO: KPHX) din Phoenix (cel mai mare aeroport al statului); Aeroportul Internațional Tucson (IATA: TUS, ICAO: KTUS) din Tucson; Aeroportul Phoenix-Mesa Gateway (IATA: AZA, ICAO: KIWA) din Mesa; Aeroportul Internațional Yuma (IATA: NYL, ICAO: KNYL) in Yuma; Aeroportul Municipal Prescott (PRC) din Prescott; Aeroportul Flagstaff Pulliam (IATA: FLG, ICAO: KFLG) din Flagstaff, și Aeroportul Parcul Național Marele Canion (IATA: GCN, ICAO: KGCN, FAA: GCN), un aeroport mic, cu o singură pistă, destinat zborurilor turistice mai ales din Las Vegas. Phoenix Sky Harbor este al șaptelea aeroport din lume ca număr de mișcări de avioane, și al 17-lea ca număr de pasageri.

## Educație

### Școli primare și gimnaziale
Sistemul public de învățământ din Arizona este împărțit în aproximativ 220 de districte școlare locale ce funcționează independent, dar sunt conduse în majoritatea cazurilor de superintendenți școlari aleși; aceștia sunt și ei supervizați de Comisia pentru Educație a Statului Arizona (o ramură a Departamentului Educației al statului Arizona) și de Superintendentul Educației Publice (oficial ales în urma unui scrutin în anii pari fără alegeri prezidențiale, pe câte un mandat de patru ani).

### Educația superioară
Deși populația statului este de peste 6,5 milioane de locuitori, în Arizona funcționează doar trei universități publice, toate administrate de Comisia de Regenți a statului Arizona.
- University of Arizona (U of A) din Tucson (în română, Universitatea Arizonei),
- Arizona State University (ASU) din Tempe, zona metropolitană Phoenix, (în română, Universitatea Statului Arizona) și
- Northern Arizona University (NAU) din Flagstaff (în română, Universitatea Arizonei de Nord).

Învățământul superior privat din Arizona constă din mai multe universități și colegii. Există un singur colegiu tradițional de patru ani în Arizona (Colegiul Prescott).
Arizona are o rețea complexă de școli vocaționale și colegii comunitare de doi ani. Aceste colegii erau administrate în trecut de un Consiliu Director separat, dar în 2002, legislativul statului a transferat aproape întreaga autoritate de supraveghere districtelor colegiilor comunitare. Districtul Colegiilor Comunitare Maricopa cuprinde 11 colegii comunitare din comitatul Maricopa și este una din cele mai mari din țară.